# Bryter Layter
| 전문가 평가                   | 전문가 평가 |
| 평가 점수                     | 평가 점수   |
| 출처                          | 점수        |
| ----------------------------- | ----------- |
| AllMusic                      | [ 4 ]       |
| Entertainment Weekly          | B+          |
| Pitchfork                     | 9.7/10      |
| Q                             | [ 7 ]       |
| Encyclopedia of Popular Music | [ 8 ]       |

《Bryter Layter》는 영국의 포크 싱어송라이터 닉 드레이크의 두 번째 스튜디오 음반이다. 1970년에 녹음되어 1971년 3월 5일, 아일랜드 레코드에 의해 발매된 이 음반은 그의 다음이자 마지막 스튜디오 음반인 《Pink Moon》이 드레이크가 모든 곡을 솔로곡으로 연주하도록 만들었기 때문에 그의 마지막 음반이 될 것이다.

## 배경 및 제작
《Five Leaves Left》와 마찬가지로 이 음반에는 무반주 곡이 없으며, 드레이크는 영국의 포크 록 그룹 페어포트 컨벤션의 일부와 벨벳 언더그라운드의 존 케일, 비치 보이스의 세션 드러머 마이크 코왈스키와 에드 카터와 함께 했다. 편곡가 로버트 커비는 드레이크가 이 악기들이 《Pet Sounds》를 불러 일으키도록 의도했다고 말한다. 처음에 1970년 11월에 발매될 예정이었고, 당시 영국의 홍보용 복사본이 발송되어 있었기 때문에, 이 삽화에 대한 불만은 이 음반이 새해까지 연장되었다는 것을 의미했다.

## 유산
2000년 《Q》는 《Bryter Layter》를 "역사상 가장 위대한 영국 음반 100장"에서 23위에 올렸다. 이 음반은 《NME》가 선정한 "70년대 가장 위대한 음반"에서 14위에 올랐다.
2003년, 이 음반은 《롤링 스톤》의 역사상 가장 위대한 음반 500장 목록에서 245위에 올랐다.

## 곡 목록
모든 곡들은 닉 드레이크에 의해 작사/작곡하였다.
| #  | 제목                             | 재생 시간 |
| -- | -------------------------------- | --------- |
| 1. | 〈Introduction〉                 | 1:33      |
| 2. | 〈Hazey Jane II〉                | 3:46      |
| 3. | 〈At the Chime of a City Clock〉 | 4:47      |
| 4. | 〈One of These Things First〉    | 4:52      |
| 5. | 〈Hazey Jane I〉                 | 4:31      |

| #   | 제목              | 재생 시간 |
| --- | ----------------- | --------- |
| 6.  | 〈Bryter Layter〉 | 3:24      |
| 7.  | 〈Fly〉           | 3:00      |
| 8.  | 〈Poor Boy〉      | 6:09      |
| 9.  | 〈Northern Sky〉  | 3:47      |
| 10. | 〈Sunday〉        | 3:42      |